# Landwehrkorps
Das Landwehrkorps war ein Großverband der Preußischen Armee im Ersten Weltkrieg. Das Landwehrkorps wurde zu Beginn des Ersten Weltkriegs aus schlesischen und posenschen Landwehreinheiten gebildet und unterstand zunächst dem Armeeoberkommando 8 an der Ostfront.

## Gliederung

### Mobilmachung 1914
- 3. Landwehr-Division

17. Landwehr-Brigade
Landwehr-Infanterie-Regiment Nr. 6
Landwehr-Infanterie-Regiment Nr. 7
18. Landwehr-Brigade
Landwehr-Infanterie-Regiment Nr. 37
Landwehr-Infanterie-Regiment Nr. 46
17. Ersatz-Brigade
Brigade-Ersatz-Bataillon Nr. 17
Brigade-Ersatz-Bataillon Nr. 18
Brigade-Ersatz-Bataillon Nr. 19
Brigade-Ersatz-Bataillon Nr. 20
Brigade-Ersatz-Bataillon Nr. 77
Landwehr-Kavallerie-Regiment Nr. 1
Feldartillerie-Regiment bestehend aus Ersatz-Abteilung 20 und 41 zu je zwei Batterien
- 4. Landwehr-Division

22. Landwehr-Brigade
Landwehr-Infanterie-Regiment Nr. 11
Landwehr-Infanterie-Regiment Nr. 51
23. Landwehr-Brigade
Landwehr-Infanterie-Regiment Nr. 22
Landwehr-Infanterie-Regiment Nr. 23
21. Ersatz-Brigade
Brigade-Ersatz-Bataillon Nr. 21
Brigade-Ersatz-Bataillon Nr. 22
Brigade-Ersatz-Bataillon Nr. 23
Brigade-Ersatz-Bataillon Nr. 24
Brigade-Ersatz-Bataillon Nr. 78
Landwehr-Kavallerie-Regiment Nr. 2
Ersatz-Kavallerie-Regiment
Feldartillerie-Regiment bestehend aus Ersatz-Abteilung 6 und 57 zu je zwei Batterien
Fußartillerie --- fehlt
Luftstreitkräfte --- ein Flugzeug von der Festung Posen
Pioniere  ---  2. Ersatz Kompanie/Schlesisches Pionier-Bataillon Nr. 5
2. Ersatz-Kompanie/Schlesisches Pionier-Bataillon Nr. 6

## Geschichte

### Erster Weltkrieg

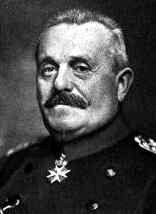
Remus von Woyrsch

Zu Kriegsbeginn wurde General der Infanterie von Woyrsch zum Kommandierenden General des Korps berufen, als Generalstabschef fungierte Oberstleutnant Heye, die 3. und 4. Landwehr-Division stand unter den Generalleutnants König und Wegerer. Das Korps hatte Befehl, den drohenden Einfall russischer Verbände in das Kohlerevier in Oberschlesien zu verhindern. Das Korps war zu Kriegsbeginn lediglich mit acht Maschinengewehren ausgerüstet und verfügte über keine einzige Feldküche. Sanitätsformationen fehlten fast ganz. Die ebenfalls in geringem Umfang vorhandene Feldartillerie war nur mit allernotwendigsten Fernsprechgerät ausgestattet.
Am 15. August 1914 brach das Landwehrkorps aus der Linie Tschenstochau-Kalisch nach Osten auf. Am westlichen Weichselufer deckte die k.u.k. Armeegruppe Kummer bei Sandomierz den angestrebten Vorstoß der k.u.k. 1. Armee auf Lublin. Am 16. August erreichte General der Kavallerie Kummer von Falkenfeld die Linie Nowe Brzesko–Miechów und stellte die Verbindung mit dem jetzt die Linie Przedborz-Piortkow erreichenden schlesischen Landwehrkorps her. Am 3. September 1914 überschritt das Korps die Weichsel bei Jozefow und trat kurzzeitig zur k.u.k. 1. Armee unter Dankls über. Die 4. Landwehrdivision bestand im südlichen Vorfeld Lublins bei Tarnawka (7. bis 9. September) harte Kämpfe und deckte den Rückzug der Österreicher über Krasnik nach Süden. Danach wechselte es bei Zawichost wieder aufs westliche Weichselufer und ging auf Sandomierz zurück.
Während der Schlacht an der Weichsel drang das Korps im Verband der neu herangeführten 9. Armee erneut zur Weichsel vor. Das k.u.k. I. Korps unter General Karl von Kirchbach hatte sich südlich von Pintschow an der Nida versammelt und war bis zum 4. Oktober auf Klimontow vorgegangen. Bereits am 17. Oktober erkannte die deutsche Führung das der weitere Angriff zur Niederlage geführt hätte, Generaloberst Hindenburg ordnete den Rückzug zur schlesischen Grenze an. Das Landwehrkorps führte zwischen 21. und 28. Oktober an der Pilica und Rawka Rückzugskämpfe und richtete sich danach nördlich Tschenstochau zur Verteidigung ein. Am rechten Flügel hielt das Garde-Reserve-Korps (Gallwitz) mit der Division Bredow und der 1. Garde-Reserve-Division die Verbindung zu den Österreichern aufrecht. Am 4. Dezember 1914 übernahm General von König der Führung des Landwehrkorps, da General von Woyrsch seit Anfang November die nach ihm benannte Armeeabteilung übernommen hatte.
Im Frühjahr 1915 schob sich das Korps über der Landesgrenze zur Lososina und Czarna, dann zur Iłżanka vor. Am 17. Juli 1915 beteiligten sich die Truppen an der Schlacht bei Sienno, die zum Durchbruch bei Iwangorod sowie zur Erzwingung des Weichselüberganges bei Maciejowice führte. Nach Sicherung des Brückenkopfes und der Abwehr verschiedener Gegenangriffe rückte das Korps über Bialowies, den Serwetsch bis zur Tschara vor. Dort ging das Korps im September 1915 beiderseits Baranowitschi in den Stellungskrieg über. Während der russischen Brussilow-Offensive konnte das Landwehrkorps seinen Frontabschnitt erfolgreich gegen die russischen Durchbruchsversuche behaupten. Schon am 13. Juni 1916 konnte die 4. Landwehr-Division unter Generalleutnant von Brietzke Angriffe des Grenadierkorps der russischen 4. Armee bei Stolowitschi erfolgreich abschlagen. Am 2. Juli begann die Schlacht von Baranowitschi, der russische Hauptstoß traf die Stellungen der 3. Landwehr-Division im Abschnitt Darowo-Labusy. Am 3. Juli wurde das nördlicher stehende k.u.k. XII. Korps (General der Infanterie von Henriquez) bei Gorodischtsche heftig angegriffen, die Stellungen zwischen der Wygoda und Skrbowa gingen dabei verloren. Der Gegenstoß der 5. Reserve-Division meisterte am 4. Juli die kritische Lage. Am 5. Juli konnte auch beim Landwehrkorps nach der Wiedergewinnung der verlorenen Darowo Höhe die Lage als wiederhergestellt betrachtet werden. Am 7. Juli wies die bei Kraschin-Odochowschschina angegriffene 4. Landwehr-Division die gegnerischen Durchbruchversuche ab. Zwischen 25. und 29. Juli 1916 erneuerte General Ragosa seine Angriffe, welche von der 3. Landwehr-Division abermals abgeschlagen werden konnten.
Am 29. Januar 1918 übernahm das Generalkommando vom XXXX. Reserve-Korps die Führung im Abschnitt Slonim. Durch den Frieden von Brest-Litowsk wurde die Mobilmachungsbestimmung am 5. März 1918 aufgehoben, das Korps wurde zur Sicherung okkupierten Gebiets in der Ukraine verwendet. Nach Kriegsende verblieb der verkleinerte Landwehrverband bis Anfang März 1919 in Litauen und Weißrussland und kehrte dann in die Heimat zurück. Bis August 1919 erfolgte dort die Demobilisierung und schließliche Auflösung.

### Gefechtskalender

#### 1914
- 24. August --- Gefecht bei Nowe Miasto
- 27. August --- Gefecht bei Gielniow
- 1. September --- Gefecht bei Kazanow
- 4. September --- Gefecht bei Lipsko und Lipa Niklas
- 5. bis 7. September --- Gefechte bei Jozesow, Pawlowska, Wola und Godów
- 7. bis 9. September --- Schlacht bei Tarnawka
- 6. bis 12. September --- Rückzugsgefechte über Zawichost auf Sandomierz
  - 10. September --- Rückzugsgefechte bei Kzienzomierz
  - 11. bis 12. September --- Rückzugsgefechte bei Janow
- 17. bis 18. September --- Rückzugsgefechte bei Wola Raniszowska
- 4. bis 5. Oktober --- Schlacht bei Opatów
- 9. bis 20. Oktober --- Schlacht bei Iwangorod
  - 10. bis 11. Oktober ---Gefecht bei Kazimierz und bei Nowa Alexandija
- 21. bis 28. Oktober --- Kämpfe an der Rawka
- 29. Oktober --- Gefecht bei Tomaszów
- 4. November bis 15. Dezember --- Kämpfe bei Tschenstochau
- 17. Dezember --- Gefechte bei Dankow Duzy, Koniecpol und Lelow
- 18. Dezember --- Gefechte bei Krasocin und Malogoszcz
- ab 19. Dezember --- Kämpfe an der Lososina und Czarna

#### 1915
- bis 12. Mai --- Kämpfe an der Lososina und Czarna
- 12. Mai --- Gefecht bei Kielce
- 13. Mai --- Gefechte bei Kajetanow, Tumlin und Kuzniaki
- 14. Mai --- Gefecht bei Suchedniow
- 14. Mai bis 16. Juli --- Kämpfe im Kielcer Bergland
- 17. Juli --- Durchbruchsschlacht bei Sienno
- 18. bis 19. Juli --- Kämpfe an der Ilzanka
- 20. bis 21. Juli --- Durchbruch der Vorstellung von Iwangorod östlich Zwolen
- 22. bis 28. Juli --- Erkundungsgefechte an der Weichsel
- 29. Juli --- Weichsel-Übergang
- 30. Juli bis 7. August --- Kämpfe auf dem Ostufer der Weichsel um Matzjejowicze
- 8. bis 18. August --- Verfolgungskämpfe zwischen Weichsel und Bug
- 19. bis 24. August --- Schlacht bei Pulwa und Nurzec
- 25. bis 31. August --- Verfolgungskämpfe an der Bialowieska-Puszcza
- 1. bis 12. September --- Kämpfe an der Jasiolda und der Zelwianka
- 13. bis 18. September --- Schlacht bei Slonim
- 19. bis 24. September --- Kämpfe an der oberen Schtschara-Serwetsch
- ab 25. September --- Stellungskämpfe an der oberen Schtschara-Serwetsch

#### 1916

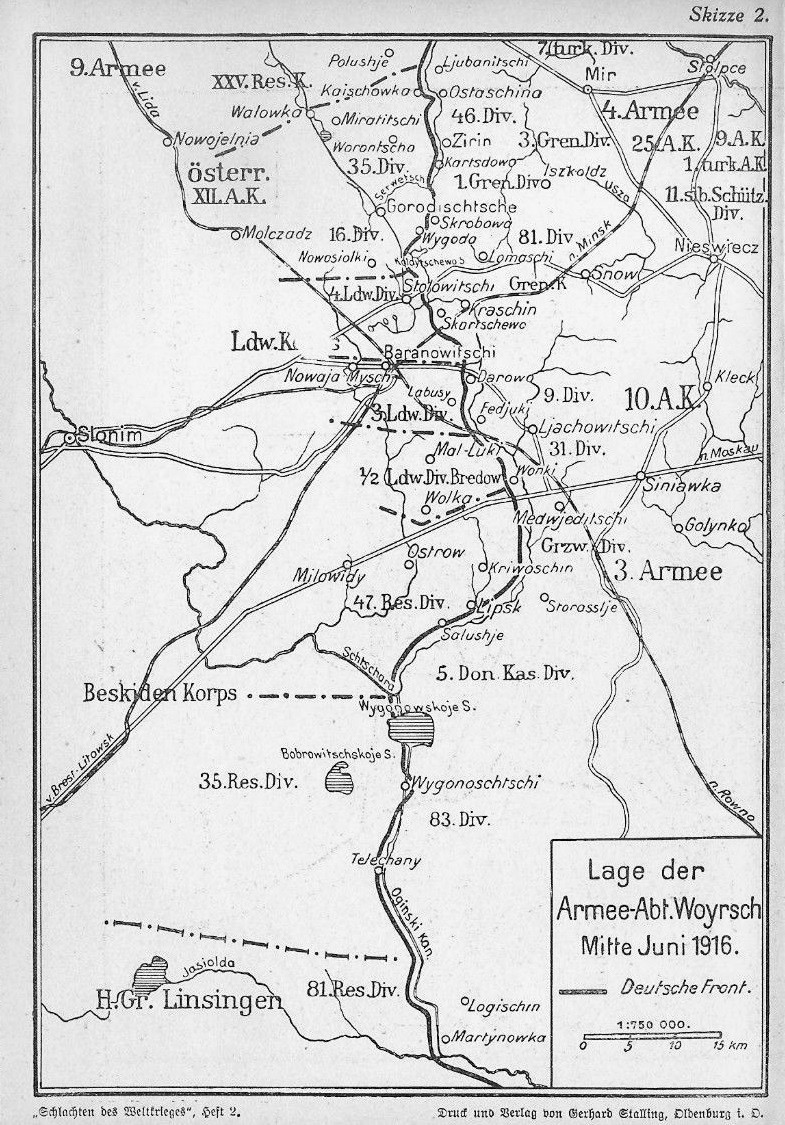
Armeeabteilung Woyrsch Mitte Juni 1916

- Stellungskämpfe an der oberen Schtschara-Serwetsch

#### 1917
- bis 12. Dezember --- Stellungskämpfe an der oberen Schtschara-Serwetsch
- 12. bis 17. Dezember --- Waffenruhe
- ab 17. Dezember --- Waffenstillstand

#### 1918
- bis 18. Februar --- Waffenstillstand
- 19. Februar bis 3. März --- Kämpfe zur Unterstützung der Ukraine
- 4. März bis 3. Dezember --- Okkupation Großrussischen Gebiets
- ab 4. Dezember --- Besatzungs- und Sicherheitsdienst in Litauen und Weißrussland

#### 1919
- bis 11. März --- Besatzungs- und Sicherheitsdienst in Litauen und Weißrussland

## Kommandierender General
| Dienstgrad                                   | Name                  | Datum                                                                 |
| -------------------------------------------- | --------------------- | --------------------------------------------------------------------- |
| General der Infanterie                       | Remus von Woyrsch     | 01. August bis 3. Dezember 1914                                       |
| Generalleutnant/ General der Kavallerie      | Götz von König        | 04. Dezember 1914 bis 22. September 1916 (mit der Führung beauftragt) |
| General der Infanterie                       | Günther von Kirchbach | 23. September 1916 bis 21. April 1917                                 |
| Generalleutnant/ General der Infanterie z.D. | Arthur von Brietzke   | 24. April 1917 bis 12. März 1919                                      |